# A Dal 2019
L'ottava edizione di A Dal si è tenuta dal 19 gennaio al 23 febbraio 2019 presso lo Studio 1 di MTVA a Budapest, in Ungheria, e ha selezionato il rappresentante ungherese all'Eurovision Song Contest 2019.
Il vincitore è stato Joci Pápai con Az én apám.

## Organizzazione
L'ente ungherese Médiaszolgáltatás-támogató és Vagyonkezelő Alap (MTVA) ha confermato la partecipazione dell'Ungheria all'Eurovision Song Contest 2019, ospitato dalla città israeliana di Tel Aviv, il 27 settembre 2018, dando anche la possibilità ai candidati di presentare i propri brani entro l'8 novembre. Visto il grande interesse nel prendere parte alla manifestazione, MTVA ha poi prorogato la scadenza al 15 novembre.
Successivamente una giuria ha selezionato, tra le 416 proposte, i 30 brani partecipanti.
Il 3 dicembre 2018 durante una conferenza stampa l'ente ha annunciato il nuovo logo, composto da un plettro o tasto play dorato, i due presentatori, Boglárka Dallos-Nyers e Gábor Alfréd Fehérvári, la giuria e i 30 partecipanti.
L'evento è stato trasmesso da Duna e Duna World.

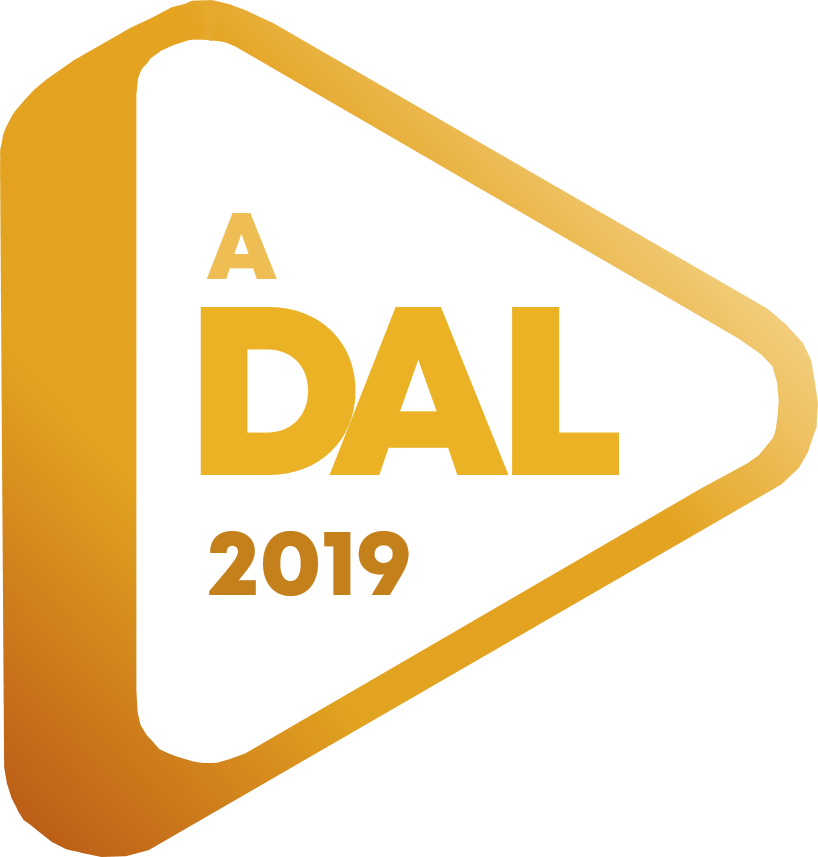
Il logo dell'ottava edizione

### Format
La selezione si è suddivisa in: 3 quarti di finale da 10 partecipanti ciascuno, che hanno promosso 6 cantanti a testa, 2 semifinali da 9 partecipanti, che hanno selezionato gli 8 finalisti, e una finale. La finale è stata a sua volta suddivisa in un primo round, nel quale sono stati decretati i primi 4 classificati, e un secondo nel quale il pubblico ha decretato il vincitore.
Tuttavia nella seconda semifinale un partecipante è stato sorteggiato per prendere il posto di Petruska, finalista squalificato per sospetto plagio.

#### Sistema di voto
Nei quarti di finale la giuria, composta da 4 membri, e il televoto hanno selezionato 5 finalisti, mentre in un secondo round il solo televoto ha scelto l'ultimo semifinalista tra i 5 rimasti. Nelle semifinali invece giuria e televoto hanno promosso 3 finalisti, mentre il solo televoto ha pescato un ultimo partecipante tra i 6 rimasti.
In finale i giurati, al termine delle esibizioni, hanno assegnato 4, 6, 8 e 10 punti ad ogni canzone, decretando i primi 4 classificati che sono avanzati al secondo round, nel quale il pubblico, tramite SMS, app ufficiale e sito dell'evento, ha proclamato il vincitore.

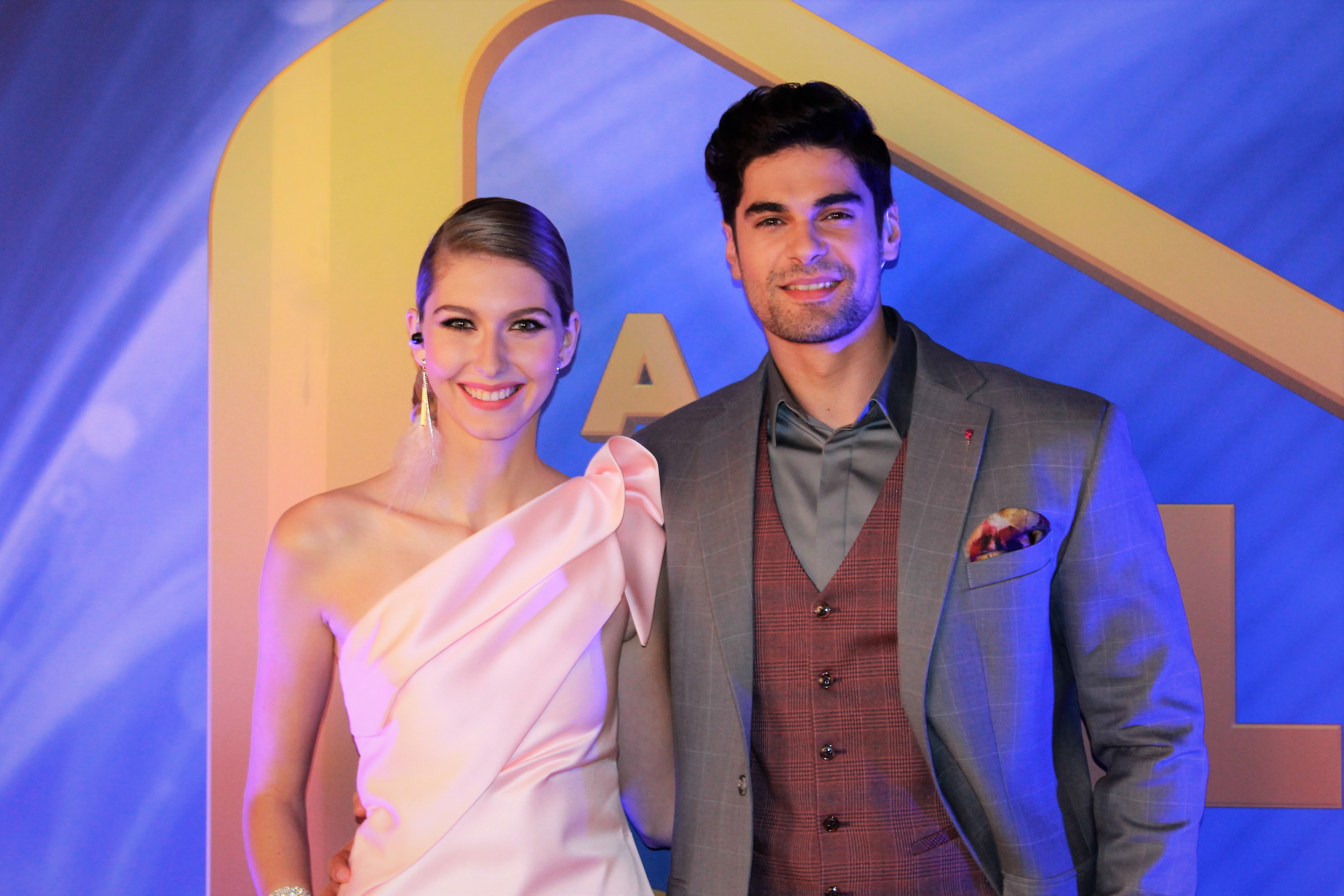
I presentatori di questa edizione: Bogi Dallos e Freddie

#### Giuria
La giuria per l'A Dal 2019 è stata composta da:
- Feró Nagy, cantante e musicista;
- Lilla Vincze, cantante e paroliera;
- Mihály Mező, cantante e musicista;
- Miklós Both, cantante, compositore e musicista.

## Partecipanti
La lista dei 30 partecipanti è stata annunciata il 3 dicembre 2018.
| Artista                      | Brano                       | Lingua    | Musica (m) e testo (t)                                                                                            |
| ---------------------------- | --------------------------- | --------- | --- |
| Acoustic Planet              | Nyári zápor                 | Ungherese | Szabolcs Kölcsey (m & t)                                                                                          |
| Barni Hamar                  | Wasted                      | Inglese   | Barni Hamar (m & t)                                                                                               |
| Bence Vavra                  | Szótlanság                  | Ungherese | László Csöndör (m & t), Kata Kozma (m), Bence Vavra (m) e Máté Fodor (t)                                          |
| Bogi Nagy                    | Holnap                      | Ungherese | Ferenc Molnár (m & t)                                                                                             |
| Dávid Heatlie                | La Mama Hotel               | Ungherese | Péter Turóczi (m) e Dávid Heatlie (t)                                                                             |
| Deniz                        | Ide várnak vissza           | Ungherese | András Vámos (m) e Dénes Rizner Dénes (t)                                                                         |
| Diana                        | Little Bird                 | Inglese   | Viktor Rakonczai (m) e Tamara Olorga (t)                                                                          |
| Fatal Error                  | Kulcs                       | Ungherese | Mihály Balázs (m), Miklós Balázs (m), Zsolt Rimóczi (m & t), Dávid Rónai (m), Botond Kornyik (m) e Bence Joós (m) |
| Gergő Oláh                   | Hozzád bújnék               | Ungherese | Gábor Mészáros (m) e Mária Osztás (t)                                                                             |
| Gergő Szekér                 | Madár, repülj!              | Ungherese | Gergő Szekér (m & t)                                                                                              |
| Gotthy                       | Csak 1 perc                 | Ungherese | Norbert Kovács (m) e Ádám Gotthard (t)                                                                            |
| Joci Pápai                   | Az én apám                  | Ungherese | Joci Pápai (m) e Ferenc Molnár (m & t)                                                                            |
| Klára Hajdu                  | You're Gonna Rise           | Inglese   | Klára Hajdu (m & t) e Milán Szakonyi (m)                                                                          |
| Konyha                       | Százszor visszajátszott     | Ungherese | Mátyás Szepesi (m & t), Miklós Toldi (m), Dániel Haller (m) e Márk Badics (m)                                     |
| Kyra                         | Maradj még                  | Ungherese | Kyra Fedor (m & t)                                                                                                |
| László Váray                 | Someone Who Lives Like This | Inglese   | László Váray (m & t)                                                                                              |
| Leander Kills                | Hazavágyom                  | Ungherese | Leander Köteles (m & t)                                                                                           |
| Mocsok 1 Kölykök             | Egyszer                     | Ungherese | Tamás Pulius (m & t), Ádám Horváth (m), Kristóf Molnár (m) e Ádám Csekő (m)                                       |
| Monyo Project                | Run Baby Run                | Inglese   | Endre Molnár (m) e Edit Molnár (t)                                                                                |
| Nomad                        | A remény hídjai             | Ungherese | Szabolcs Jánosi (m & t), Marcell Juhász (m & t), Ábel Mihalik (m) e Levente Nagy (m)                              |
| Olivér Berkes                | Világítótorony              | Ungherese | Olivér Berkes (m & t), Arnold Vígh (m) e Tamás Molnár (t)                                                         |
| Petruska                     | Help Me Out of Here         | Inglese   | András Petruska (m & t)                                                                                           |
| Rozina Pátkai                | Frida                       | Inglese   | Rozina Pátkai (m), Márton Fenyvesi (m) e Zsófia Bán (t)                                                           |
| Ruby Harlem                  | Forró                       | Ungherese | Tamás Heilig (m) e Szandra Iván (m & t)                                                                           |
| Salvus                       | Barát                       | Ungherese | Zoltán Pötörke (m & t), Péter Erdélyi (m), Gergely Kiss (m) e Dániel Szabó (m)                                    |
| The Middletonz               | Roses                       | Inglese   | Farshad Alebatool, Attila Fehér Holló e András Kállay-Saunders (m & t)                                            |
| The Sign                     | Ő                           | Ungherese | Máté Gábor Czinke (m & t)                                                                                         |
| Timi Antal feat. Gergő Demko | Kedves Világ!               | Ungherese | Tímea Antal (m) e Johanna Szigyártó (t)                                                                           |
| USNK                         | Posztolj                    | Ungherese | Dániel Somogyvári (m) e Alex Márta (t)                                                                            |
| Yesyes                       | Incomplete                  | Inglese   | Ádám Szabó (m), Dávid Danka (m) e Péter Halász (t)                                                                |

## Quarti di finale

### Primo quarto
Il primo quarto di finale si è tenuto il 19 gennaio 2019 e vi hanno preso parte i primi 10 partecipanti. Si sono qualificati per le semifinali: Gergő Szekér con Madár, repülj!, Konyha con Százszor visszajátszott, Timi Antal feat. Gergő Demko con Kedves Világ!, Nomad con A remény hídjai e Gergő Oláh con Hozzád bújnék, mentre l'ultimo semifinalista è stato Deniz con Ide várnak vissza.
Si sono esibiti come interval act gli Skorpió con Azt beszéli már az egész város.
- Giuria e televoto (primo round)
- Televoto (secondo round)

| #  | Artista                      | Brano                       | Punteggio | Punteggio | Punteggio | Punteggio | Punteggio | Punteggio |
| #  | Artista                      | Brano                       | F. Nagy   | L. Vincze | M. Mező   | M. Both   | Televoto  | Totale    |
| -- | ---------------------------- | --------------------------- | --------- | --------- | --------- | --------- | --------- | --------- |
| 1  | Gergő Szekér                 | Madár, repülj!              | 8         | 9         | 8         | 8         | 8         | 41        |
| 2  | Konyha                       | Százszor visszajátszott     | 6         | 8         | 8         | 8         | 8         | 38        |
| 3  | László Váray                 | Someone Who Lives Like This | 5         | 6         | 6         | 6         | 6         | 29        |
| 4  | Rozina Pátkai                | Frida                       | 5         | 7         | 7         | 7         | 5         | 31        |
| 5  | Barni Hamar                  | Wasted                      | 6         | 6         | 5         | 5         | 7         | 29        |
| 6  | Olivér Berkes                | Világítótorony              | 5         | 8         | 6         | 6         | 8         | 33        |
| 7  | Timi Antal feat. Gergő Demko | Kedves Világ!               | 10        | 9         | 6         | 6         | 8         | 39        |
| 8  | Nomad                        | A remény hídjai             | 6         | 7         | 7         | 7         | 8         | 35        |
| 9  | Gergő Oláh                   | Hozzád bújnék               | 7         | 9         | 9         | 8         | 8         | 41        |
| 10 | Deniz                        | Ide várnak vissza           | 6         | 7         | 6         | 6         | 9         | 34        |

### Secondo quarto
Il secondo quarto di finale si è tenuto il 26 gennaio 2019 con la partecipazione della seconda tranche di artisti. Si sono qualificati per le semifinali: i Middletonz con Roses, gli Acoustic Planet con Nyári zápor, i Fatal Error con Kulcs, Bence Vavra con Szótlanság e i The Sign con Ő, mentre gli ultimi semifinalisti sono stati gli Yesyes con Incomplete.
Bill Deák si è esibito come interval act con il brano Felszarvazottak balladája.
- Giuria e televoto (primo round)
- Televoto (secondo round)

| #  | Artista         | Brano             | Punteggio | Punteggio | Punteggio | Punteggio | Punteggio | Punteggio |
| #  | Artista         | Brano             | F. Nagy   | L. Vincze | M. Mező   | M. Both   | Televoto  | Totale    |
| -- | --------------- | ----------------- | --------- | --------- | --------- | --------- | --------- | --------- |
| 1  | Dávid Heatlie   | La Mama Hotel     | 7         | 7         | 6         | 7         | 7         | 34        |
| 2  | The Middletonz  | Roses             | 8         | 8         | 9         | 8         | 8         | 41        |
| 3  | Klára Hajdu     | You're Gonna Rise | 5         | 8         | 7         | 6         | 6         | 32        |
| 4  | Gotthy          | Csak 1 perc       | 5         | 5         | 4         | 4         | 8         | 26        |
| 5  | Acoustic Planet | Nyári zápor       | 8         | 9         | 9         | 9         | 8         | 43        |
| 6  | Fatal Error     | Kulcs             | 9         | 9         | 9         | 9         | 9         | 45        |
| 7  | Bence Vavra     | Szótlanság        | 7         | 9         | 8         | 7         | 8         | 39        |
| 8  | Diana           | Little Bird       | 6         | 7         | 7         | 6         | 8         | 34        |
| 9  | The Sign        | Ő                 | 7         | 7         | 8         | 8         | 8         | 38        |
| 10 | Yesyes          | Incomplete        | 7         | 6         | 7         | 7         | 8         | 35        |

### Terzo quarto
Il terzo e ultimo quarto di finale si è tenuto il 2 febbraio 2019 e ha visto la partecipazione degli ultimi 10 artisti. Si sono qualificati per le semifinali: Petruska con Help Me Out of Here, Bogi Nagy con Holnap, i Ruby Harlem con Forró, Joci Pápai con Az én apám e i Mocsok 1 Kölykök con Egyszer, mentre gli USNK con Posztolj sono stati selezionati dal solo televoto per essere gli ultimi semifinalisti.
L'interval act di quest'ultimo quarto è stato Fecó Balázs con Érints meg!.
- Giuria e televoto (primo round)
- Televoto (secondo round)

| #  | Artista          | Brano               | Punteggio | Punteggio | Punteggio | Punteggio | Punteggio | Punteggio |
| #  | Artista          | Brano               | F. Nagy   | L. Vincze | M. Mező   | M. Both   | Televoto  | Totale    |
| -- | ---------------- | ------------------- | --------- | --------- | --------- | --------- | --------- | --------- |
| 1  | Leander Kills    | Hazavágyom          | 7         | 8         | 7         | 7         | 9         | 38        |
| 2  | Petruska         | Help Me Out of Here | 8         | 8         | 9         | 8         | 7         | 40        |
| 3  | Monyo Project    | Run Baby Run        | 7         | 7         | 7         | 7         | 7         | 35        |
| 4  | Bogi Nagy        | Holnap              | 8         | 9         | 8         | 8         | 8         | 41        |
| 5  | Salvus           | Barát               | 7         | 8         | 6         | 7         | 8         | 36        |
| 6  | Ruby Harlem      | Forró               | 7         | 8         | 9         | 9         | 7         | 40        |
| 7  | Joci Pápai       | Az én apám          | 8         | 9         | 8         | 8         | 8         | 41        |
| 8  | Kyra             | Maradj még          | 5         | 6         | 6         | 5         | 6         | 28        |
| 9  | USNK             | Posztolj            | 6         | 6         | 7         | 7         | 9         | 35        |
| 10 | Mocsok 1 Kölykök | Egyszer             | 8         | 8         | 8         | 7         | 8         | 39        |

## Semifinali

### Prima semifinale
La prima semifinale si è tenuta il 9 febbraio 2019 a partire dalle 19:30 (UTC+1) e ha visto competere i primi 9 artisti qualificati dai quarti. Si sono qualificati per la finale: Petruska con Help Me Out of Here, gli Acoustic Planet con Nyári zápor e Bence Vavra con Szótlanság, mentre il solo televoto ha selezionato i Middletonz con Roses come ultimi finalisti. Il 18 febbraio è stata annunciata la squalifica di Petruska.
Miklós Varga e i suoi figli, Vivien e Szabolcs, si sono esibiti come interval act cantando il brano Európa.
- Giuria e televoto (primo round)
- Televoto (secondo round)
- Squalifica

| # | Artista         | Brano                   | Punteggio | Punteggio | Punteggio | Punteggio | Punteggio | Punteggio |
| # | Artista         | Brano                   | F. Nagy   | L. Vincze | M. Mező   | M. Both   | Televoto  | Totale    |
| - | --------------- | ----------------------- | --------- | --------- | --------- | --------- | --------- | --------- |
| 1 | USNK            | Posztolj                | 6         | 6         | 7         | 7         | 8         | 34        |
| 2 | Yesyes          | Incomplete              | 7         | 6         | 7         | 7         | 8         | 35        |
| 3 | Konyha          | Százszor visszajátszott | 6         | 8         | 8         | 8         | 8         | 38        |
| 4 | The Sign        | Ő                       | 7         | 7         | 8         | 8         | 7         | 37        |
| 5 | Petruska        | Help Me Out of Here     | 8         | 8         | 9         | 9         | 8         | 42        |
| 6 | Acoustic Planet | Nyári zápor             | 9         | 9         | 9         | 10        | 8         | 45        |
| 7 | Deniz           | Ide várnak vissza       | 6         | 7         | 6         | 7         | 9         | 35        |
| 8 | The Middletonz  | Roses                   | 8         | 8         | 8         | 8         | 9         | 41        |
| 9 | Bence Vavra     | Szótlanság              | 8         | 9         | 9         | 8         | 8         | 42        |

### Seconda semifinale
La seconda semifinale si è tenuta il 16 febbraio 2019 e vi hanno preso parte gli ultimi 9 partecipanti. Si sono qualificati per la finale: Gergő Szekér con Madár, repülj!, Bogy Nagi con Holnap e Joci Pápai con Az én apám, mentre i Fatal Error con Kulcs sono stati selezionati dal televoto. In seguito alla squalifica di Petruska, Gergő Oláh è stato sorteggiato come suo sostituto in finale.
I Republic si sono esibiti come interval act con Vigyük tovább.
- Giuria e televoto (primo round)
- Televoto (secondo round)
- Wildcard

| # | Artista                      | Brano           | Punteggio | Punteggio | Punteggio | Punteggio | Punteggio | Punteggio |
| # | Artista                      | Brano           | F. Nagy   | L. Vincze | M. Mező   | M. Both   | Televoto  | Totale    |
| - | ---------------------------- | --------------- | --------- | --------- | --------- | --------- | --------- | --------- |
| 1 | Gergő Szekér                 | Madár, repülj!  | 9         | 9         | 8         | 8         | 9         | 43        |
| 2 | Nomad                        | A remény hídjai | 7         | 7         | 7         | 7         | 8         | 36        |
| 3 | Mocsok 1 Kölykök             | Egyszer         | 8         | 8         | 8         | 7         | 8         | 39        |
| 4 | Bogi Nagy                    | Holnap          | 8         | 9         | 9         | 8         | 8         | 42        |
| 5 | Gergő Oláh                   | Hozzád bújnék   | 7         | 9         | 9         | 8         | 8         | 41        |
| 6 | Timi Antal feat. Gergő Demko | Kedves Világ!   | 10        | 8         | 6         | 6         | 8         | 38        |
| 7 | Fatal Error                  | Kulcs           | 8         | 8         | 8         | 8         | 8         | 40        |
| 8 | Ruby Harlem                  | Forró           | 7         | 8         | 8         | 8         | 7         | 38        |
| 9 | Joci Pápai                   | Az én apám      | 9         | 10        | 9         | 8         | 9         | 45        |

## Finale

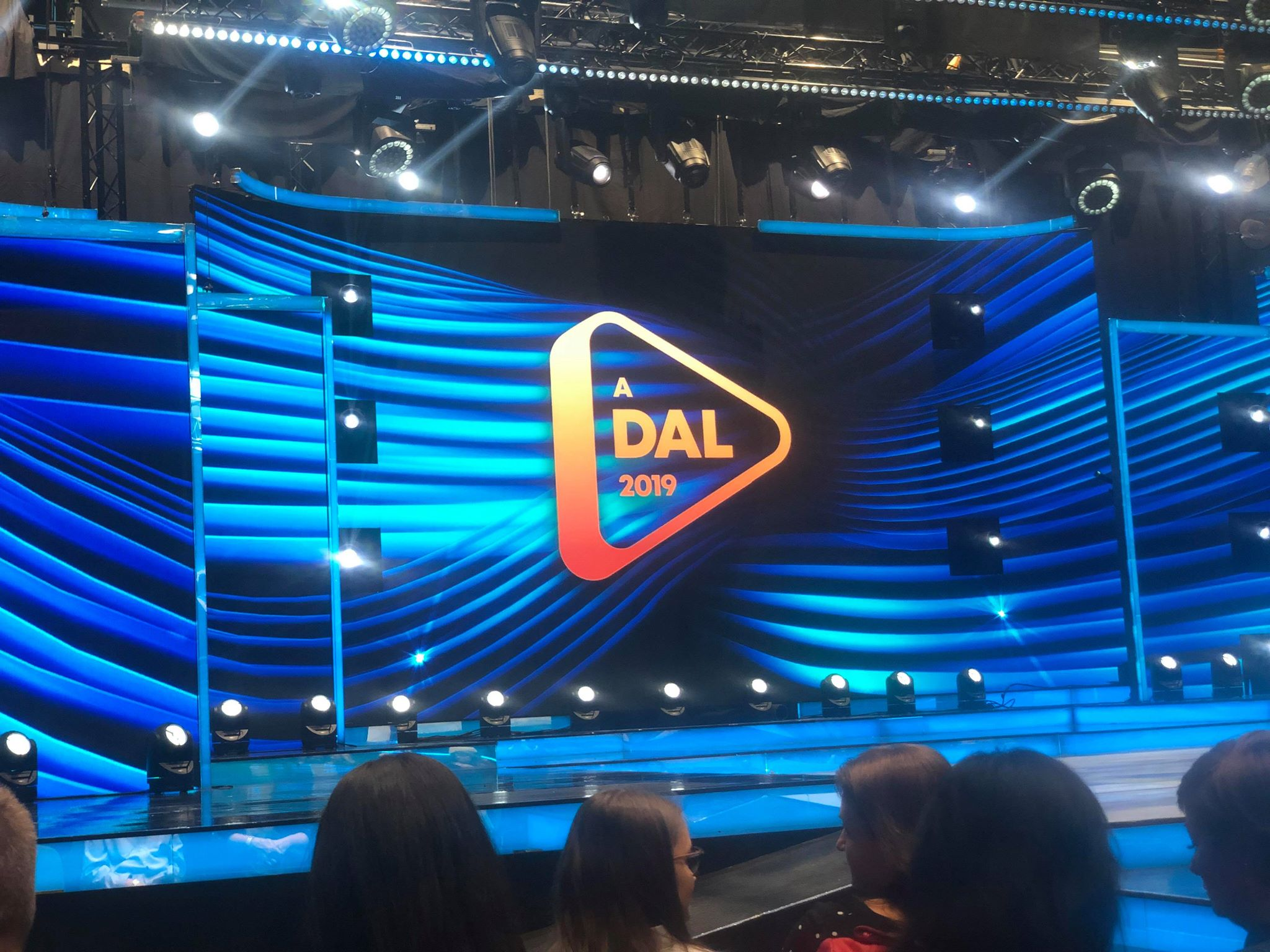
Il palco dell'A Dal 2019

La finale si è tenuta 23 febbraio 2019 e ha visto competere gli 8 finalisti qualificati nelle semifinali. Il primo round di voti, assegnati unicamente dalla giuria, ha promosso per il secondo round: Bogi Nagy con Holnap, Joci Pápai con Az én apám, gli Acoustic Planet con Nyári zápor e Bence Vavra con Szótlanság. Il televoto ha invece decretato Joci Pápai con Az én apám vincitore del festival.
Tra gli interval acts proposti per la finale si sono esibiti gli AWS, vincitori dell'edizione precedente e rappresentanti dell'Ungheria all'Eurovision Song Contest 2018.
- Top 4
- Vincitore

| # | Artista         | Brano          | Punteggio | Punteggio | Punteggio | Punteggio | Punteggio |
| # | Artista         | Brano          | F. Nagy   | L. Vincze | M. Mező   | M. Both   | Totale    |
| - | --------------- | -------------- | --------- | --------- | --------- | --------- | --------- |
| 1 | The Middletonz  | Roses          | 0         | 4         | 0         | 4         | 8         |
| 2 | Gergő Oláh      | Hozzád bújnék  | 0         | 0         | 0         | 0         | 0         |
| 3 | Bogi Nagy       | Holnap         | 10        | 6         | 0         | 0         | 16        |
| 4 | Fatal Error     | Kulcs          | 8         | 0         | 0         | 0         | 8         |
| 5 | Joci Pápai      | Az én apám     | 0         | 10        | 10        | 6         | 26        |
| 6 | Gergő Szekér    | Madár, repülj! | 0         | 0         | 4         | 8         | 12        |
| 7 | Acoustic Planet | Nyári zápor    | 6         | 0         | 6         | 10        | 22        |
| 8 | Bence Vavra     | Szótlanság     | 4         | 8         | 8         | 0         | 20        |

## Incidenti
- Alcuni attivisti palestinesi hanno protestato all'esterno dell'edificio durante il programma, chiedendo all'emittente di boicottare l'Eurovision Song Contest 2019, ospitato da Tel Aviv, in Israele;[9]
- il brano Help Me Out of Here di Petruska è stato sospettato di essere un plagio di White Sky dei Vampire Weekend, ed è stato pertanto squalificato dalla finale e sostituito da Gergő Oláh.[10]

## All'Eurovision Song Contest

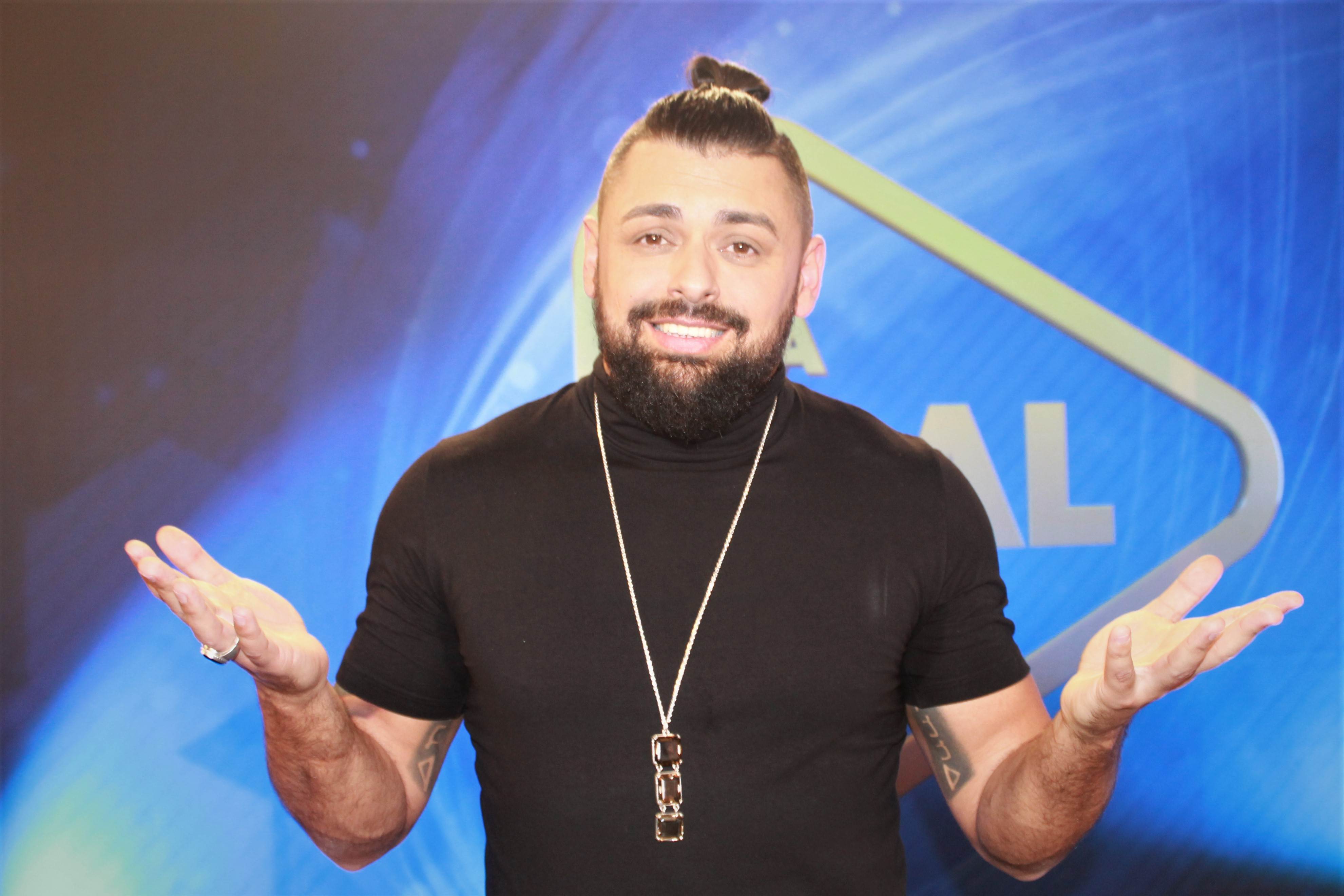
Joci Pápai all'A Dal 2019

### Verso l'evento
Joci Pápai, per sponsorizzare il proprio brano, ha preso parte all'Eurovision in Concert (Amsterdam, 6 aprile 2019).
Il 28 gennaio 2019 si è tenuto il sorteggio che ha determinato la composizione delle due semifinali. L'Ungheria è stata sorteggiata per partecipare nella prima metà della prima semifinale, venendo poi posta al 7º posto nell'ordine di esibizione, dopo i cechi Lake Malawi e prima della bielorussa Zena.

### Performance
L'Ungheria si è esibita 7ª nella prima semifinale, classificandosi 12ª con 97 punti e non qualificandosi per la finale.

### Giuria e commentatori
La giuria ungherese per l'Eurovision Song Contest 2019 è stata composta da:
- Attila Borcsik, disc jockey e presidente di giuria;
- Béla Patkó, cantante;
- Mátyás Szepesi, cantante, compositore e paroliere;
- Judit Korsós, cantante e presentatore televisivo;
- Alexandra Ivá, cantante e compositrice.

L'intero evento è stato trasmesso da Duna TV con il commento di Bogi Dallos e Freddie (rappresentante dell'Ungheria all'Eurovision Song Contest 2016), con uno share di 6,6% e 2,5% per le semifinali, e di 5,8% per la finale.

### Voto

#### Punti assegnati all'Ungheria
| Giurie (10° con 65 punti)   | Giurie (10° con 65 punti) | Giurie (10° con 65 punti)     | Giurie (10° con 65 punti)         | Giurie (10° con 65 punti)                   |
| 12                          | 10                        | 8                             | 7                                 | 6                                           |
| --------------------------- | ------------------------- | ----------------------------- | --------------------------------- | ------------------------------------------- |
|                             | - Francia                 |                               | - Israele - Portogallo            | - Australia - Montenegro - Polonia - Serbia |
| 5                           | 4                         | 3                             | 2                                 | 1                                           |
| - Estonia                   | - Repubblica Ceca         |                               | - Belgio - Bielorussia - Slovenia | - Finlandia - Georgia                       |
| Televoto (14° con 32 punti) |                           |                               |                                   |                                             |
| 12                          | 10                        | 8                             | 7                                 | 6                                           |
| - Serbia                    |                           |                               |                                   | - Slovenia                                  |
| 5                           | 4                         | 3                             | 2                                 | 1                                           |
|                             |                           | - Estonia - Islanda - Polonia | - Finlandia - Repubblica Ceca     | - Australia                                 |

#### Punti assegnati dall'Ungheria
| Punti | Giuria          | Televoto        |
| ----- | --------------- | --------------- |
| 12    | Bielorussia     | San Marino      |
| 10    | Repubblica Ceca | Islanda         |
| 8     | Polonia         | Estonia         |
| 7     | Serbia          | Slovenia        |
| 6     | Estonia         | Polonia         |
| 5     | Australia       | Australia       |
| 4     | Grecia          | Repubblica Ceca |
| 3     | Slovenia        | Cipro           |
| 2     | Georgia         | Serbia          |
| 1     | Islanda         | Grecia          |

| Punti | Giuria             | Televoto    |
| ----- | ------------------ | ----------- |
| 12    | Repubblica Ceca    | Islanda     |
| 10    | Macedonia del Nord | Norvegia    |
| 8     | Bielorussia        | Paesi Bassi |
| 7     | Italia             | Russia      |
| 6     | Danimarca          | San Marino  |
| 5     | Azerbaigian        | Svizzera    |
| 4     | Svezia             | Italia      |
| 3     | Svizzera           | Slovenia    |
| 2     | Regno Unito        | Azerbaigian |
| 1     | Paesi Bassi        | Francia     |